# Belén (canton)
Pour les articles homonymes, voir Belén.
Belén est un canton (deuxième échelon administratif) costaricien de la province de Heredia au Costa Rica.
Belén est le septième canton de la province de Heredia  au Costa Rica . Avec trois districts : San Antonio le quartier central ; Ribera nord et la Asunción . Il forme une partie de la grande région métropolitaine où la zone habitée constitue environ 25 % de la superficie du canton.  Au nord se situe la zone de développement industriel de la région, formée de La Ribera et de l'Assomption , qui constitue 18 % de la zone de Belén.
Les principales activités agricoles étaient les cultures d'oignons, de tomates, de maïs, du café et d'élevage ; ainsi que la production de volaille. De nouvelles industries se sont installées, hôtelières, manufactures, commerce et autres.
Les principaux centres de loisirs sont le centre balnéaire de Ojo de Agua, le skate park et un centre sportif.

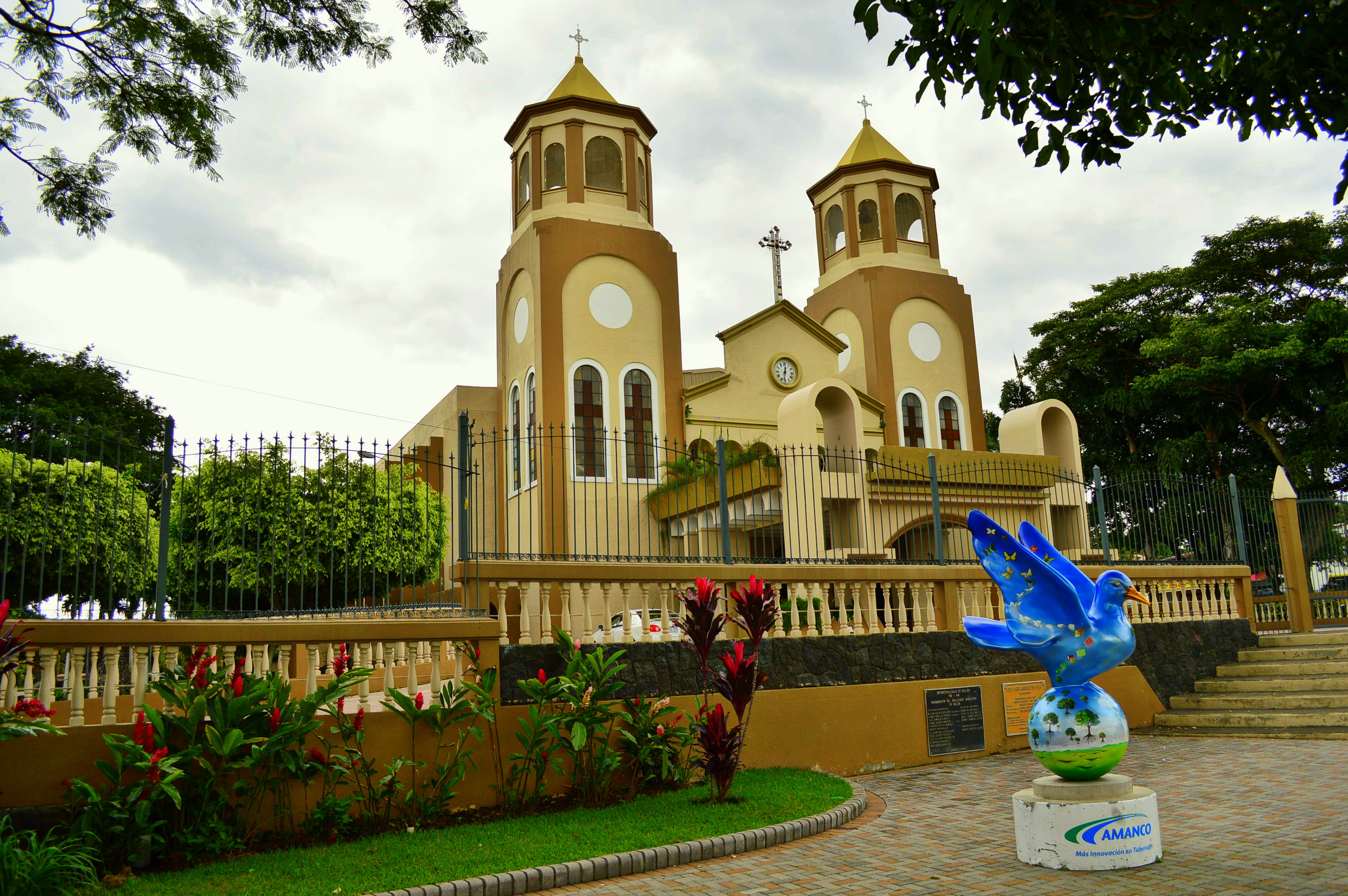
Église de San Antonio, Belén

## Histoire
Les premiers habitants qui constituèrent le canton de Belén furent les indigènes huetares.